# Basavanahalli, Krishnarajpet
Basavanahalli là một làng thuộc tehsil Krishnarajpet, huyện Mandya, bang Karnataka, Ấn Độ.